# Szumanie-Bakalary
Szumanie-Bakalary – część wsi Stropkowo w Polsce, położona w województwie mazowieckim, w powiecie sierpeckim, w gminie Zawidz.
W latach 1975–1998 Szumanie-Bakalary administracyjnie należały do województwa płockiego.